# Хасанов, Рим Махмутович
Хаса́нов Рим Махму́тович (баш. Хәсәнов Рим Мәхмүт улы; род. 9 марта 1947) — башкирский советский композитор, заслуженный деятель искусств Башкирской АССР, член Союза композиторов СССР с 1973 года. Лауреат государственной премии Республики Татарстан им. Габдуллы Тукая., Народный артист Республики Башкортостан (2017), почётный гражданин города Уфы  (2017).

## Биография
Рим Хасанов родился 9 марта 1947 года в селе Языково Благоварского района Башкирской АССР.
Окончив в 1973 году Уфимское училище искусств, поступил в Уфимский государственный институт искусств, где обучался по специальности «композиция» в классе Загира Исмагилова.
С 1973 по 1978 годы работал заведующим музыкальной частью в Башкирском академическом театре драмы.
С 1994 по 1996 годы жил в Австралии, где написал цикл из более 30 песен на стихи Рона Роджерса.
В 2006 году с большим успехом даёт концерты в Финляндии.
В последнее время живёт в Москве.

## Творчество
В творчестве Рима Хасанова проявляется его яркий мелодический талант, национальный башкирский песенный стиль находит своё развитие в классическом стиле с элементами советской эстрады и джаза. Творения Рима Хасанова стали неотъемлемой частью современного башкирского музыкального искусства.
- Музыкальное оформление более 70 спектаклей Башкирского академического театра драмы, песни для спектаклей башкирских драматических театров в Стерлитамаке и Сибае, в том числе для спектаклей «Не бросай огонь, Прометей» и «И судьба — не судьба» по пьесам Мустая Карима.
- Музыка к фильмам «Стерлитамак» и «Всадник на золотом коне», фильм-балет «Легенда о курае» (1997).
- Симфоническая поэма «Прометей».
- Сюита «Сибай».
- Кантата «Башкортостан».
- Более 400 песен, многие из которых стали национальными башкирскими шлягерами.